# قوانين الروبوتات
قوانين الروبوتات هي أي مجموعة من القوانين أو القواعد أو المبادئ التي تهدف إلى أن تكون إطار أساسي لدعم سلوك الروبوتات المصممة للحصول على درجة من الاستقلالية. لا توجد روبوتات بهذا القدر من التعقيد حتى الآن، ولكن قد توقعتها الأفلام والخيال العلمي على نطاق واسع وهي موضوع بحث وتطوير نشط في مجالات الروبوتات والذكاء الاصطناعي.
أشهر مجموعة من القوانين هي المجموعة التي كتبها إسحق عظيموف في أربعينيات القرن العشرين، أو التي كتبت بناءً عليها، ولكن اقترح الباحثون في العقود التالية لذلك مجموعات أخرى من القوانين.

## قوانين الروبوتية الثلاثة لإسحق عظيموف
أشهر مجموعة من القوانين هي "قوانين الروبوتات الثلاثة" لإسحق عظيموف، وقد قدمها في قصته القصيرة "الهروب" عام 1942، على الرغم من أنها كانت متوقعة في بعض القصص السابقة.
القوانين الثلاثة هي:
1. لا يجوز للروبوت أن يؤذي إنسانًا، أو أن يسمح من خلال تقاعسه بأن يتعرض إنسان للأذى.
2. يجب على الروبوت أن يطيع الأوامر الصادرة إليه من البشر إلا إذا كانت هذه الأوامر تتعارض مع القانون الأول.
3. يجب على الروبوت حماية وجوده طالما أن هذه الحماية لا تتعارض مع القانون الأول أو الثاني.[1]

في قصة الصراع الحتمي تعمم الآلات القانون الأول ليعني:
1. لا يجوز لأي آلة أن تؤذي البشرية، أو أن يسمح من خلال تقاعسها بأن تتعرض البشرية للأذى.

روجع هذا القانون في نهاية رواية الأساس والأرض، حيث قدم "القانون الصفري"، مع إعادة صياغة القوانين الثلاثة الأصلية لتصبح خاضعة له:
1. لا يجوز للروبوت أن يؤذي البشرية، أو أن يسمح من خلال تقاعسه بأن تتعرض البشرية للأذى.

هناك تعديلات وتوسعات قائمة على هذا الإطار، واعتبارًا من عام 2024 لا تزال هذه القوانين مجرد "أداة خيالية".

### قوانين إضافية
قدم مؤلفون غير عظيموف قوانين إضافية.
قدم القانون الرابع للروبوتات في رواية طريق إيكاروس (المعروفة أيضًا باسم رحلة إيكاروس) للكاتب ليوبين ديلوف عام 1974:
"يجب على الروبوت أن يثبت هويته كروبوت في جميع الحالات." ويوضح ديلوف سبب هذا القانون بقوله: "لقد أنهى القانون الأخير المحاولات المكلفة للمصممين الذين يسعون لجعل الروبوتات النفسية شبيهة بالبشر قدر الإمكان، وما قد يترتب على ذلك من سوء فهم".
اقترح داريوس جيميلنياك بشكل أكثر رسمية قانونًا رابعًا للروبوتات في مقال نشر في IEEE Spectrum عام 2024: "يجب ألا يخدع الروبوت أو الذكاء الاصطناعي الإنسان بانتحال شخصية بشرية." 
قدم نيكولا كيساروسكي قانون خامس في قصته القصيرة "القانون الخامس للروبوتات"، وينص هذا القانون على: "يجب أن يعرف الروبوت أنه روبوت." وتدور الحبكة حول جريمة قتل يكشف فيها التحقيق الجنائي أن الضحية قُتلت بعناق من روبوت بشري الشكل لم يكن يدرك أنه روبوت، وقد نُشرت مراجعة للقصة بقلم فالنتين ايفانوف في مجلة "البوابة" لمراجعة الخيال العلمي والفانتازيا.
كتب هاري هاريسون قصة بعنوان القانون الرابع للروبوتات ضمن مختارات تكريم إسحق عظيموف "قصص أصدقاء المؤسسة" لعام 1986 . وينص هذا القانون الرابع على: "يجب على الروبوت أن يتكاثر، طالما أن هذا التكاثر لا يتعارض مع القانون الأول أو الثاني أو الثالث."
اقترح هوتان أشرفيان في عام 2013 قانونًا إضافيًا يتناول العلاقة بين الذكاء الاصطناعي والذكاء الاصطناعي الآخر أو العلاقة بين الروبوتات وبعضها، وهو يُعرف بقانون "AIonAI". وينص هذا القانون السادس على: "يجب على جميع الروبوتات المجهزة بعقل وضمير بشريين أن تتعامل مع بعضها البعض بروح الأخوة."

## مبادئ EPSRC / AHRC في مجال الروبوتات
نشر مجلس أبحاث العلوم الهندسية والفيزيائية (EPSRC) ومجلس أبحاث الآداب والعلوم الإنسانية (AHRC) في المملكة المتحدة في عام 2011 مجموعة من خمسة مبادئ أخلاقية موجهة لمصممي الروبوتات ومطوريها ومستخدميها في العالم الحقيقي، إلى جانب سبع رسائل عالية المستوى تهدف إلى توجيه النقاش، وذلك استنادًا إلى ورشة بحثية عُقدت في سبتمبر 2010:
المبادئ الأخلاقية:
1. يجب ألا يتم تصميم الروبوتات بشكل أساسي أو حصري لقتل البشر أو إيذائهم.
2. البشر هم الكيانات المسؤولة قانونيًا، والروبوتات هي أدوات مصممة لتحقيق أهداف بشرية.
3. يجب تصميم الروبوتات بطريقة تضمن سلامتها وأمنها.
4. الروبوتات هي مجرد أدوات صناعية؛ لذلك يجب ألا تُصمم لاستغلال المستخدمين الضعفاء من خلال إثارة استجابات عاطفية أو التسبب في التعلق بها، كما يجب أن يكون من الممكن دائمًا التمييز بين الروبوت والإنسان.
5. يجب أن يوجد دائمًا امكانية لتحديد من هو المسؤول قانونيًا عن أي روبوت.

الرسائل الموجهة للمجتمع:
1. نؤمن أن الروبوتات لديها القدرة على تحقيق تأثير إيجابي هائل في المجتمع، ونريد تشجيع الأبحاث في مجال الروبوتات.
2. تضر الممارسات السيئة في مجال الروبوتات بنا جميعًا.
3. ستساعدنا معالجة المخاوف العامة الواضحة على إحراز تقدم.
4. من المهم إظهار التزامنا كعلماء روبوتات بأفضل المعايير الممكنة في الممارسة.
5. يجب أن نتعاون مع خبراء من تخصصات أخرى، بما في ذلك العلوم الاجتماعية، والقانون، والفلسفة، والفنون لفهم سياق وأثر أبحاثنا.
6. يجب أن نضع في الاعتبار أخلاقيات الشفافية: هل هناك حدود لما يجب أن يكون متاحًا بشكل مفتوح؟
7. عندما نرى تقارير صحفية خاطئة، نلتزم بأخذ الوقت الكافي للتواصل مع الصحفيين لتوضيح الأمور.

تُعتبر مبادئ EPSRC نقطة انطلاق مفيدة على نطاق واسع، وقد نظم توني بريسكو في عام 2016 ورشة عمل لمراجعة هذه المبادئ بهدف التمييز بين المبادئ الأخلاقية والقانونية.

## التطور القضائي
بدأت بالفعل عملية تدوين مصطلحي شامل لتقييم التطورات التكنولوجية في صناعة الروبوتات، خاصة في الدول الآسيوية. يمثل هذا التقدم إعادة تفسير معاصرة للقانون والأخلاقيات في مجال الروبوتات، وهو تفسير يتطلب إعادة التفكير في الأطر القانونية التقليدية.
تشمل هذه الأطر بشكل أساسي مسائل المسؤولية القانونية في القانون المدني والجنائي، حيث يتم البحث عن حلول قانونية جديدة تتناسب مع التطورات السريعة في الذكاء الاصطناعي والروبوتات.

## قوانين ساتيا نادالا
أجرى ساتيا نادالا الرئيس التنفيذي لشركة مايكروسوفت مقابلة مع مجلة سلايت في يونيو 2016، حيث تحدث عن المبادئ والأهداف التي يجب أن تأخذها الصناعة والمجتمع في الاعتبار عند مناقشة الذكاء الاصطناعي:
1. "يجب تصميم الذكاء الاصطناعي لمساعدة البشرية" – أي أنه يجب احترام استقلالية الإنسان.
2. "يجب أن يكون الذكاء الاصطناعي شفافًا" – أي يجب أن يتمكن البشر من معرفة كيفية عمله وفهم آلياته.
3. "يجب أن يعزز الذكاء الاصطناعي الكفاءة دون المساس بمنزلة الإنسان."
4. "يجب تصميم الذكاء الاصطناعي ليحترم الخصوصية بذكاء" – أي أن يكتسب الثقة من خلال حماية المعلومات.
5. "يجب أن يتحمل الذكاء الاصطناعي المسؤولية الخوارزمية" – بحيث يتمكن البشر من تصحيح الأضرار غير المقصودة.
6. "يجب أن يحمي الذكاء الاصطناعي من التحيز" – بحيث لا يمارس التمييز ضد الأشخاص.

## قوانين تيلدن
مارك دبليو تيلدن هو فيزيائي متخصص في الروبوتات وكان رائدًا في تطوير الروبوتات البسيطة. وضع ثلاثة مبادئ أساسية لتوجيه تصرفات الروبوتات:
1. يجب على الروبوت حماية وجوده بأي ثمن.
2. يجب على الروبوت الحصول على مصدر طاقة خاص به والحفاظ عليه.
3. يجب على الروبوت البحث باستمرار عن مصادر طاقة أفضل.

ما يميز هذه القواعد هو أنها تعكس في جوهرها قوانين الحياة البرية، مما يشير إلى أن تيلدن كان يسعى إلى "تطوير نوع من السيليكون ليصبح لديه إحساس، ولكن مع التحكم الكامل في المواصفات، ليكون كيانًا مختلفًا تمامًا، ليس حيوانًا أو نباتًا".